# Marc Gavi Apici
Marc Gavi Apici (Marcus Gauius Apicius) va ser un gastrònom romà que va viure al segle i, en temps dels emperadors August i Tiberi. Se li atribueix l'autoria de l'obra De re coquinaria. Aquest llibre és una font essencial per a conèixer la gastronomia en el món romà. Va casar una de les seves filles amb Sejà, home de confiança de l'emperador Tiberi.

Apici era conegut sobretot per les seves excentricitats i perquè va gastar tota la seva enorme fortuna personal en els més refinats aliments, elaborats en complicades receptes, algunes atribuïdes a ell, com el foie gras obtingut del fetge d'oques alimentades amb figues. Amb el seu desmesurat epicureisme es va guanyar l'antipatia dels estoics contemporanis seus com Sèneca o Plini el Vell. No se sap ben bé quan va morir, probablement cap a finals del regnat de Tiberi. La tradició diu que es va suïcidar amb verí quan va assumir que el seu modus uiuendi l'havia arruïnat completament. Ens ho explica el poeta romà Marcial 3,22. 
| « | Ja havies lliurat, Apici, seixanta milions de sestercis al teu estómac, i te'n restaven encar ben bé deu milions més. Desesperat de no poder suportar aquesta amenaça de fam i set, t'has empassat, com a última glopada, un got de metzina. Apici, no vas mostrar més golafreria. | » |

Apici no va ser, tanmateix, el primer autor del món clàssic que va dedicar una especial atenció a la gastronomia, ja que sabem que a Grècia nombrosos autors van dedicar a aquest gènere diversos tractats abans que ell. L'obra De re coquinaria que ha arribat fins a nosaltres procedeix d'un manuscrit del s V i no és ni de lluny l'obra original escrita per Apici (si és que ell en va ser el seu autor realment). Nombroses variants del llatí utilitzat en els diferents capítols, incongruències cronològiques en el llenguatge i parts inexistents (però que apareixen indicades en l'índex -el llibre V n'és un bon exemple-) fan pensar en la recopilació i en els afegits successius que l'obra d'Apici ha viscut al llarg dels segles.
D'aquesta manera, i segons les anàlisis realitzades, els documents que ens han arribat podrien datar-se a començament del s V de la nostra era i són el resultat d'afegits successius. La primera edició impresa de De re coquinaria es va realitzar a Milà el 1498, edició de Guillaume Le Signerre (hi ha una edició editada per Bernardino de Venècia que no té data). Moltes altres edicions han succeït aquesta edició príncep per tot Europa.

## Cites d'altres autors sobre Marc Gavi Apici
- Sèneca: Consolació a Hèlvia, 10, 8-9
- Plini el Vell: Naturalis Historia
- Tertul·lià: De Anima, 33, 4
- Marcial: Epigrames
- Ateneu de Nàucratis: Deipnosofistes (El Banquet dels Savis)

## Text en llatí
- Bibliotheca Augustana: De Re Coquinaria Libri Decem
- Text del llibre de cuina en Llatí a The Latin Library
- De re coquinaria: